# Metabolus rugensis
Metabolus rugensis е вид птица от семейство Monarchidae, единствен представител на род Metabolus. Видът е застрашен от изчезване.

## Разпространение
Видът е разпространен в Микронезия.